# اقتصاد توجه
در اقتصاد آنچه تعیین‌کننده ارزش هر کالایی است، میزان کمیابی آن است. افزایش تصاعدی شمار رسانه‌ها و بمباران اطلاعاتی مخاطبان از سوی آن‌ها باعث شده‌است که عنصر کمیاب در حوزه اقتصاد رسانه، به جای اطلاعات، توجه مخاطبان به رسانه‌ها و اطلاعات ارسالی از سوی آن‌ها باشد. کمیابی توجه، سبب پدید آمدن نظریه جدیدی دربارهٔ ماهیت اقتصاد به نام «اقتصاد توجه» شده‌است. اطلاعات در عصر انفجار، دیگر خصوصیت کمیابی خود را از دست داده‌است. بلکه در بسیاری از موارد، مخاطبان دچار سرریز اطلاعاتی هستند ریشه بحث اقتصاد توجه به این گفته هربرت سایمون، برنده جایزه نوبل اقتصاد ۱۹۷۸ بازمی‌گردد که گفت «ثروت اطلاعات، فقر توجه ایجاد می‌کند.». علت این پدیده این است که محدودیتی برای تولید اطلاعات وجود ندارد اما از آنجا که اطلاعات، توجه انسان را مصرف می‌کند و میزان توجه انسان‌ها محدود است، افزونی اطلاعات موجب می‌شود که افراد با کمبود توجه مواجه شوند و به دنبال تخصیص بهینه توجه خود باشند.

## اطلاعات به عنوان کالای اقتصادی
اطلاعات یک کالای اقتصادی است و به عنوان یک کالای اقتصادی دارای ویژگی‌هایی است که آن را از سایر کالاها متمایز می‌کند. از جمله این ویژگی‌ها موارد زیر هستند:
-اطلاعات یک کالای تجربه‌ایست و ارزش آن تا زمانی که آشکار نشود مشخص نمی‌شود و اگر هم آشکار شود ارزش خود را ممکن است از دست بدهد.
-تولید اطلاعات گران اما بازتولید یا تکثیر آن ارزان است یا به عبارت دیگر تولید کالای اطلاعاتی مستلزم هزینه ثابت بالا و هزینه نهایی پایین است، علاوه بر این بخش عمده هزینه بالای تولید اطلاعات هزینه‌های از دست رفته‌است.
-دارنده اطلاعات دارای انحصار است، اما تا زمانی که اطلاعات را به اولین نفر منتقل نکرده‌است.
-تولید اطلاعات فعالیت پرخطری است چون از درونداد هرگز نمی‌شود برونداد را تضمین کرد مثلاً نمی‌توان گفت با انجام فلان پژوهش حتماً به فلان محصول یا اختراع دست می‌یابیم.
-برای به دست آوردن اطلاعات ابتدا باید حتماً مقداری اطلاعات داد.
-نمی توان اطلاعات را به‌طور فعال دور ریخت. به عبارت دیگر فرد نمی‌تواند بگوید از این پس من فلان چیز را که می‌دانستم، نخواهم دانست.
-وجود یا نبود اطلاعات را نمی‌توان در یک فرد تشخیص داد.
-در بسیاری مواقع جلوی انتشار اطلاعات را نمی‌توان گرفت.
-اطلاعات دارای ارزش راهبردی است.
-افراد از نظر درکشان از ارزش اطلاعات، نوع استفاده، توانایی و تمایل استفاده، ارزیابی هزینه‌های آن، توانایی پرداخت برای آن متفاوت هستند.
-انباشت اطلاعات ارزش بیشتری از حاصل جمع ارزش اقلام انفرادی اطلاعات دارد (قانون ۱ + ۱ بزرگتر از ۲)
-اطلاعات با استفاده مصرف نمی‌شود بلکه منتقل می‌شود.
-بین زمان کسب اطلاعات و ارزش آن رابطه پیچیده‌ای برقرار است (مثلاً اطلاعات بازار سهام روزآمد بسیار ارزشمند است اما اطلاعات هفته پیش ارزشی ممکن است نداشته باشد)
-در مورد کالاهای فیزیکی رابطه مستقیم بین کالاهای فیزیکی و مواد مورد استفاده در تولید آنها وجود دارد اما در مورد کالاهای اطلاعاتی چنین رابطه‌ای روشن نیست.
-اطلاعات را می‌شود با منابع فیزیکی محدود تولید کرد.
-اطلاعات ارزان و راحت منتقل می‌شود.

## اقتصاد کالای اطلاعاتی
البته دربارهٔ اقتصاد کالای اطلاعاتی به منزله عرضه و تقاضای آن در بازار باید گفت که قیمت‌گذاری آن‌ها دشوار بوده و قانون عرضه و تقاضای آن‌ها نیز مانند سایر کالاهای اقتصادی نیست و تفاوت‌هایی دارد. چنان‌که گاه عرضه اطلاعات بیشتر ارزش آن را بالاتر می‌برد و حتی سود حاصل از آن را برای تولیدکننده افزایش می‌دهد، و این اتفاق در عرضه رایگان اطلاعات به امید کسب سود از مجاری دیگر مشاهده می‌شود

## اقتصاد توجه
تقاضای فراوان در برابر عرضه محدود، باعث ارزشمند شدن منابع کمیاب می‌شود. هر آنچه کمیاب است، حکمران اصلی اقتصاد محسوب می‌شود. طلا، نقدینگی، انرژی، توجه، اطلاعات و… هرکدام می‌توانند در این جایگاه قرار داشته باشند. کالاهای آزاد یا غیراقتصادی به قدری فراوانند که برای استفاده از آن‌ها هیچ گونه کوششی لازم نیست. توجه کالای آزاد است یا کمیاب؟ در عصب‌شناسی، به جهت‌دار بودن و انتخابی بودن فرایندهای ذهنی، توجه می‌گویند. مغز از سازوکارهای توجهی برای انتخاب آنچه به نظر می‌رسد مناسب‌ترین اطلاعات برای پردازش بیشتر باشد استفاده می‌کند. این فرایند گزینش را توجه انتخابی می‌نامند که طی آن از ۱۰ به توان ۹ بیت اطلاعاتی که در هر ثانیه از طریق حواس وارد مغز انسان می‌شود ۱۰ به توان ۲ بیت آن مورد توجه قرار می‌گیرد. پس میزان توجه موجود در جهان، به یقین محدود است. می‌توان توجه را کمیاب‌ترین و ارزشمندترین منبع ذهنی انسان دانست. مجموع توجه قابل عرضه، منطبق با تقاضای آن در بازار توجه توسط رسانه‌های فراوان نیست. تنها تولید وسیع و توزیع درست اطلاعات کافی نیست؛ بلکه جلب توجه انسان‌ها مهم است. اگر مخاطب توجه نکند یا توجهی سطحی نشان دهد تمام تلاش‌ها بر باد رفته‌است. در اقتصاد توجه سخن از شیوه‌ها و فنونی است که می‌توان از طریق آن، دو دنیای متناهی ذهن آدمیان و نامتناهی اطلاعات را مورد تحلیل قرار داد. هربرت سایمون (۱۹۷۱) اولین کسی است که به کمیابی توجه اشاره کرده‌است: در جهان غنی از اطلاعات، کثرت اطلاعات، به معنای کمبود منبعی دیگر است: کمبود آنچه اطلاعات به مصرف می‌رساند. به وضوح آنچه اطلاعات مصرف می‌کند توجه دریافت‌کنندگان اطلاعات است؛ بنابراین، غنای اطلاعات موجب فقر توجه می‌شود و نیاز به تخصیص کارآمد توجه میان دنیایی از منابع اطلاعاتی که آن را به مصرف می‌رسانند، ضروری است. حتی مایکل گولد هابر، پول توجه را در کنار پول صنعتی (اسکناس و مسکوکات) و پول اعتباری (وام‌های اعتباری برای راه‌اندازی کسب و کار و…) مطرح کرده‌است.
توجه، حلقه گمشده بین اغتشاش همهمه انفجارگونه (اصطلاحی که ویلیام جیمز برای توجه به کار برده‌است) دنیای اطراف ما و تصمیم‌ها و کنش‌های ضروری برای بهتر ساختن دنیا است. امروزه، توجه سکه رایج واقعی کسب و کارها و افراد است. پوریست اقتصاددان توجه را یک نوع «پول رایج» دانسته‌است؛ که بسیاری از مشخصات پول را دارد. کسانی که آن را ندارند، آن را می‌خواهند. حتی کسانی که دارند بیشتر می‌خواهند. می‌توانید آن را تجارت کنید؛ می‌توانید آن را بخرید- مشاوره‌های شغلی از این نوع هستند؛ و توجه می‌تواند به پول‌های رایج دیگر تبدیل شود، مثل جمع کردن "نقاط الکترونیکی " کافی از طریق مرور تبلیغات آنلاین برای به دست آوردن یک دستگاه دی وی دی خوان. در جوامع فراصنعتی، توجه ارزش خیلی بیشتری از آنچه در حساب‌های بانکی ذخیره می‌کنید دارد. مشکلات بازرگانان در دو طرف معادله توجه پنهان شده‌است: چگونه توجه مشتریان، سهامداران، کارکنان بالقوه، و افراد مشابه را جلب و نگهداری کنند، و چگونه توجه جلب شده را در مواجهه با گزینه‌های مستغرق سازی توزیع کنند. افراد و شرکت‌هایی که این کار را انجام داده‌اند موفق بوده‌اند. بقیه شکست خورده‌اند. درک و مدیریت توجه اکنون تنها شاخص مهم¬ موفقیت در تجارت است.